# Alfred Karger (Maler)
Alfred Karger (* 16. Januar 1925 in Odorheiu Secuiesc, Rumänien; † 12. Oktober 1978 in Wien) war ein österreichischer Maler und Grafiker.

## Leben
Alfred Karger kam als Sohn österreichischer Eltern in Siebenbürgen zur Welt, wo sein Vater als Buchprüfer für eine Holzfirma tätig war. Mit drei Jahren erkrankte er an Kinderlähmung, was eine lebenslange Gehbehinderung zur Folge hatte.
Die Familie zog mehrmals um, Alfred wuchs dreisprachig auf; er besuchte ungarische und rumänische Schulen, maturierte im Jahr 1943 und begann auf Wunsch der Eltern ein Studium der Germanistik und Philosophie in Budapest.
1945 flüchtete die Familie vor der Roten Armee nach Wien. Unter prekären Umständen (staatenlos und zeitweilig ohne Unterkunft) begann Karger an der Wiener Akademie der Bildenden Künste bei Herbert Boeckl und Robin Christian Andersen Malerei zu studieren. Ab 1948 nahm er an Ausstellungen teil, 1950 wurde er Mitglied der Künstlervereinigung Wiener Secession. Während des Studiums unternahm er Reisen nach Paris und Südfrankreich.
Nach dem Diplom 1953 heiratete er eine Studienkollegin, die Malerin Annelise Karger, geborene Lagler; das Paar bezog eine Atelierwohnung der Stadt Wien. Karger wurde Vater dreier Kinder; er lebte und arbeitete bis zu seinem Tod in Wien.

## Wirken
Karger schuf Ölbilder, Aquarelle und Zeichnungen. Daneben entstanden als Auftragsarbeiten Porträts von Politikern und Mitgliedern der Wirtschaftskammer sowie – in Zusammenarbeit mit Annelise Karger – Mosaiken für öffentliche Gebäude der Stadt Wien. Das Ehepaar Karger gehörte zu den frühen Dozenten an der Sommerakademie im Künstlerdorf Neumarkt an der Raab im Burgenland.
Das genaue Naturstudium blieb für Karger – als Boeckl-Schüler und Bewunderer von Paul Cézanne – zeitlebens Basis seiner Arbeit. Durch seine Krankheit meist ans Haus gebunden, pflegte er das Aktzeichnen und fand seine Motive zeitweise unter dem Mikroskop und vor allem in den Dächerlandschaften Wiens, die er vom Fenster aus sah.
Er bewegte sich in den klassischen Gattungen Stillleben, Landschaft und Porträt und hielt bewusst Distanz zu zeitgenössischen Bewegungen wie der aufkommenden Aktionskunst und der Wiener Schule des Phantastischen Realismus. Gegen Ende seines Lebens hatte er sich als Aquarellist einen Namen gemacht.

## Werke

### Einzelausstellungen
- 1960 Galerie Dalichow Lüdenscheid/Köln
- 1962 Wiener Secession (Hoffmannsaal)
- 1965 Galerie auf der Stubenbastei Wien[1]
- 1968 Galerie Würthle Wien[1]
- 1973 Galerie in der Goldgasse Salzburg
- 1973 Galerie Würthle Wien[1]
- 1975 Galerie Würthle Wien[1]
- 1976 Galerie am Sparkassenplatz Innsbruck
- 1976 Galerie Würthle Wien
- 1977 Museum des 20. Jahrhunderts Wien
- 1977 Galerie Welz Salzburg[1]
- 1978 Galerie Maier Innsbruck

### Gruppenausstellungen
- 1954 Esposizione Internazionale Milano
- 1955 Musée Fabre Montpellier
- 1960 Akademie der Künste Berlin
- 1961 Wien: Der Gegenstand in der österreichischen Malerei und Plastik
- 1964 Birmingham Autumn Festival
- 1968 Wiener Secession: Secession 68
- 1968 Galerie Würthle Wien: Die menschliche Figur
- 1969 Galerie Würthle Wien: Österreichische Malerei und Skulptur seit 1945
- 1969 Wien: Österreichische Aktzeichnungen von Klimt bis heute
- 1970 Künstlerhaus Wien: Motive
- 1971 London, Royal Academy of Arts
- 1971 Wien und Frankfurt/Main: Zeichnung heute
- 1972 Kupferstichkabinett der Akademie Wien: Aktzeichnungen
- 1972 Graz: Secession 72
- 1973 Wien: Porträt heute
- 1973 Secession Wien Kon 73

### Standorte von Arbeiten
Albertina (Wien), Belvedere (Wien), Sammlung der Stadt Wien, Sammlung des Niederösterreichischen Landesmuseums, Rupertinum Salzburg, Kammer der gewerblichen Wirtschaft Wien, österreichisches Bundesministerium für Handel, private Sammlungen (Serge Sabarsky New York u. a.)

## Auszeichnungen
- 1950 Erster Preis für Malerei der französisch-österreichischen Gesellschaft
- 1953 Staatspreis der Akademie der Bildenden Künste
- 1954 Ehrendiplom der Esposizione Internazionale Milano
- 1961 Ausstellungspreis des Bundesministeriums für Unterricht und Kunst
- 1967 Preis der Stadt Wien
- 1973 Preis des Wiener Kunstfonds
- 1976 Staatlicher Förderungspreis für Grafik (Aquarell)